# Mindcrime at the Moore
| Оценки критиков | Оценки критиков |
| Источник        | Оценка          |
| --------------- | --------------- |
| Allmusic        | [ 1 ]           |

Mindcrime at the Moore — концертный альбом группы Queensrÿche, вышедший 3 июля 2007 года. О выходе альбома и DVD было объявлено 4 апреля в пресс-релизе на сайте группы.
Альбом/DVD был записан в течение трёх ночей в театре «Moore», в Сиэтле, Вашингтон, в октябре 2006, во время тура в поддержку альбома Operation: Mindcrime II. Группа также исполнила альбом Operation: Mindcrime при поддержке «актёров».

## Список композиций CD/DVD
| №   | Название                  | Автор(ы)                               | Длительность |
| --- | ------------------------- | -------------------------------------- | ------------ |
| 1.  | «I Remember Now»          | Крис ДеГармо, Джефф Тейт, Майкл Уилтон | 1:22         |
| 2.  | «Anarchy-X»               | ДеГармо                                | 1:39         |
| 3.  | «Revolution Calling»      | Тейт, Уилтон                           | 5:05         |
| 4.  | «Operation: Mindcrime»    | ДеГармо, Тейт, Уилтон                  | 4:32         |
| 5.  | «Speak»                   | Тейт, Уилтон                           | 3:53         |
| 6.  | «Spreading the Disease»   | Тейт, Уилтон                           | 4:12         |
| 7.  | «The Mission»             | ДеГармо                                | 6:10         |
| 8.  | «Suite Sister Mary»       | ДеГармо, Тейт                          | 9:53         |
| 9.  | «The Needle Lies»         | Тейт, Уилтон                           | 3:01         |
| 10. | «Electric Requiem»        | Скотт Рокенфилд, Тейт                  | 3:44         |
| 11. | «Breaking the Silence»    | ДеГармо, Тейт                          | 4:27         |
| 12. | «I Don't Believe in Love» | ДеГармо, Тейт                          | 5:28         |
| 13. | «Waiting for 22»          | ДеГармо                                | 1:25         |
| 14. | «My Empty Room»           | Тейт, Уилтон                           | 3:28         |
| 15. | «Eyes of a Stranger»      | ДеГармо, Тейт                          | 6:00         |

| №   | Название                       | Автор(ы)                                  | Длительность |
| --- | ------------------------------ | ----------------------------------------- | ------------ |
| 1.  | «Freiheit Ouvertüre»           | Эдди Джексон, Джейсон Слэйтер, Майк Стоун | 1:20         |
| 2.  | «Convict»                      | Тейт                                      | 0:08         |
| 3.  | «I'm American»                 | Слэйтер, Стоун, Тейт                      | 2:51         |
| 4.  | «One Foot in Hell»             | Слэйтер, Стоун, Тейт                      | 4:11         |
| 5.  | «Hostage»                      | Джексон, Тейт, Уилтон                     | 4:20         |
| 6.  | «The Hands»                    | Слэйтер, Тейт, Уилтон                     | 4:31         |
| 7.  | «Speed of Light»               | Слэйтер, Стоун, Тейт                      | 3:09         |
| 8.  | «Signs Say Go»                 | Слэйтер, Стоун, Тейт                      | 3:15         |
| 9.  | «Re-Arrange You»               | Слэйтер, Стоун, Тейт                      | 3:10         |
| 10. | «The Chase»                    | Слэйтер, Стоун, Тейт                      | 3:06         |
| 11. | «Murderer?»                    | Слэйтер, Тейт, Уилтон                     | 4:33         |
| 12. | «Circles»                      | Джексон, Слэйтер, Тейт                    | 3:00         |
| 13. | «If I Could Change It All»     | Слэйтер, Стоун, Тейт                      | 4:27         |
| 14. | «An Intentional Confrontation» | Слэйтер, Стоун, Тейт                      | 2:32         |
| 15. | «A Junkie's Blues»             | Слэйтер, Стоун, Тейт                      | 3:34         |
| 16. | «Fear City Slide»              | Слэйтер, Стоун, Тейт                      | 4:49         |
| 17. | «All the Promises»             | Слэйтер, Стоун, Тейт                      | 5:10         |
| 18. | «Walk in the Shadows» (encore) | ДеГармо, Тейт, Уилтон                     | 4:53         |
| 19. | «Jet City Woman» (encore)      | ДеГармо, Тейт                             | 5:49         |

| №  | Название                                                          | Длительность |
| -- | ----------------------------------------------------------------- | ------------ |
| 1. | «Tour Documentary»                                                |              |
| 2. | «The Chase» (performed live with Ronnie James Dio in Los Angeles) |              |
| 3. | «Queensrÿche Rock & Ride featurette»                              |              |

## Участники записи
Участники группы
- Джефф Тейт — вокал
- Майкл Уилтон — гитара
- Майк Стоун — гитара
- Эдди Джексон — бас-гитара
- Скотт Рокенфилд — ударные

Роли
- Памела Мур — Сестра Мэри
- Кристиан Зоренсен — Никки на диске 1, Прокурор, Уличный человек, Yuppie Partier
- Орландо О'Хэйр — Доктор Икс, Прокурор, Сутенёр, Yuppie Partier
- Гарретт Барати — Судья
- Надя Кабул — Yuppie Partier
- Ларс Зоренсен, Рори Берджер, Хэт Роннинг — дополнительные актёры